# El Terrero, Tiquicheo de Nicolás Romero
El Terrero är en ort i Mexiko.   Den ligger i kommunen Tiquicheo de Nicolás Romero och delstaten Michoacán de Ocampo, i den södra delen av landet, 160 km väster om huvudstaden Mexico City. El Terrero ligger 560 meter över havet och antalet invånare är 178.
Terrängen runt El Terrero är huvudsakligen kuperad, men åt sydost är den bergig. Runt El Terrero är det glesbefolkat, med 12 invånare per kvadratkilometer. I omgivningarna runt El Terrero växer huvudsakligen savannskog.